# Porewit

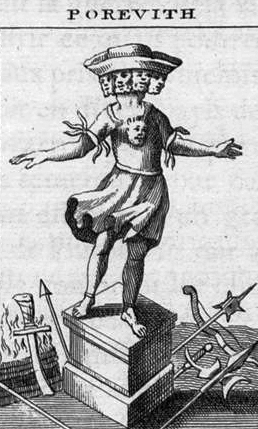
Porewit. Illustration de Bernard de Montfaucon dans un livre d'Eduard Sommer paru en 1834, Saxonia Museum für saechsische Vaterlandskunde

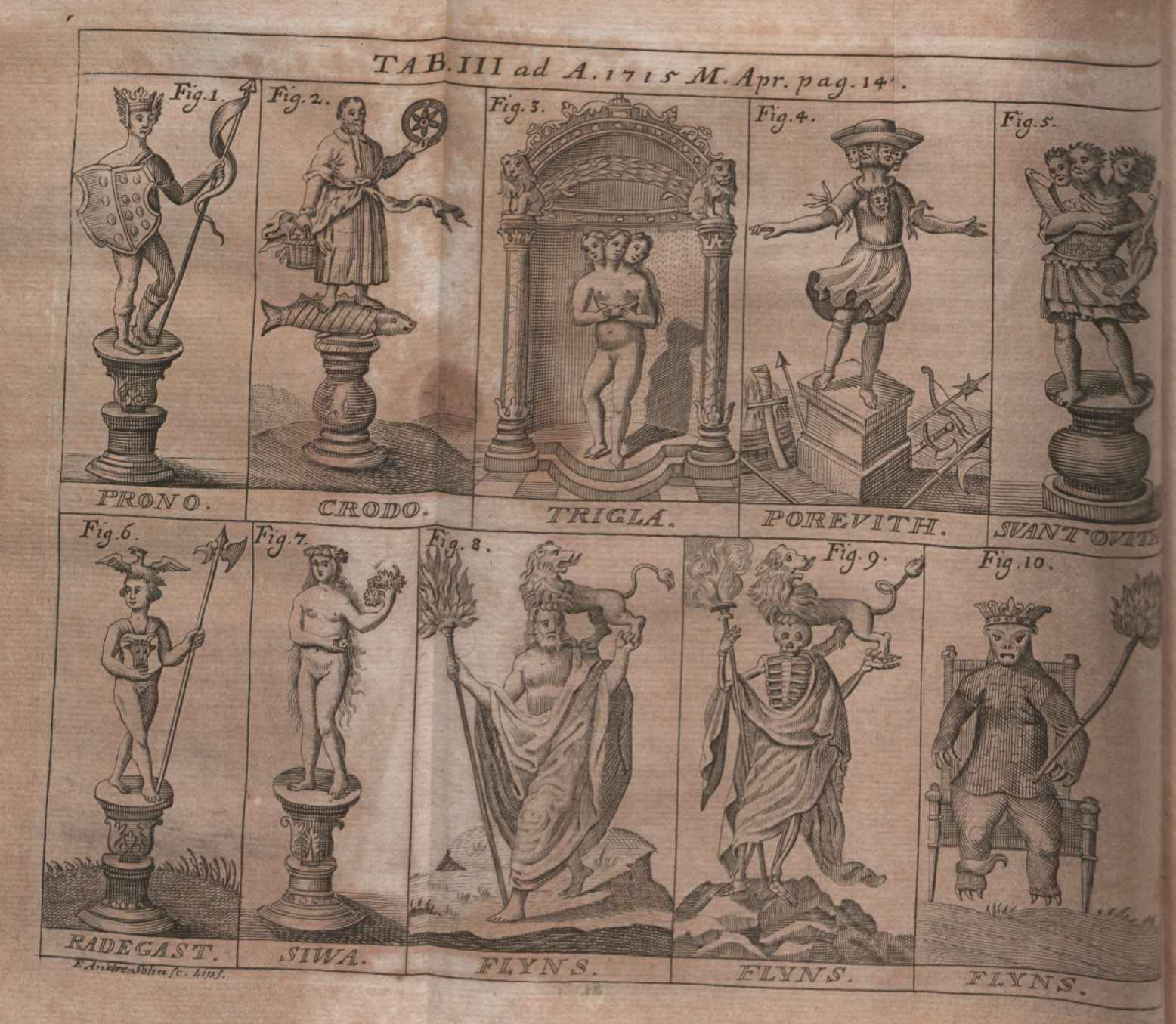
Ill. 4. Porewit dans une table illustrée des Acta Eruditorum du 1715

Porewit est le dieu slave occidental de la mythologie des Wendes vénéré à Charenza (en), sur l'Île de Rügen.
Avec Rugiewit et Porenut (en), il était l'un des trois dieux à qui on rendait un culte sur cette île. Il était décrit comme ayant 5 têtes.